# ヴィクター・ヤング
ヴィクター・ヤング（Victor Young, 1899年8月8日 - 1956年11月10日）は、アメリカ合衆国の作曲家、指揮者、編曲家、ヴァイオリン奏者。代表曲としてジャズのスタンダードとなった「星影のステラ (Stella by Starlight)」がある。

## 略歴
イリノイ州シカゴ出身のポーランド系ユダヤ人。最初コンサートヴァイオリニストとして出発したが、テッド・フィオリト楽団に参加したことで、ポピュラー音楽の分野に移った。多くの軽音楽を作り、ビング・クロスビーなどの歌手に曲を提供した。1930年代中頃より映画音楽に専念するために、ハリウッドに移った。
アカデミー賞に22回ノミネートされるが、生前に受賞することはできず、死後に『八十日間世界一周』（1956年）でアカデミー作曲賞を受賞した。『ゴールデン・ボーイ』（1939年）、『ガリヴァー旅行記』（1939年）、『誰が為に鐘は鳴る』（1943年）、『ラブレター』（1945年）、『サムソンとデリラ』（1949年）、『愚かなり我が心』（1949年）、『血闘』（1952年）、『静かなる男』（1952年）、『戰う雷鳥師団』（1952年）、『シェーン』（1953年）、『大砂塵（ジョニー・ギター）』（1954年）などがある。最後の作品はヤングの死後、1957年にパラマウント映画から公開されたコーネル・ワイルド主演の『勇者カイヤム』であった。
カリフォルニア州パームスプリングスで脳出血のため57歳で死去。

## 受賞歴

### アカデミー賞
受賞
1957年 アカデミー劇・喜劇映画音楽賞:『80日間世界一周』
ノミネート
1939年 アカデミーオリジナル音楽賞:『Army Girl』、『氷上リズム』
1940年 アカデミー作曲賞:『ゴールデン・ボーイ』、『ガリヴァー旅行記』、『Man of Conquest』
1940年 アカデミー音楽賞:『Way Down South』
1941年 アカデミー作曲賞:『アリゾナ』、『暗黒の命令』、『北西騎馬警官隊』
1941年 アカデミー音楽賞:『囁きの木陰』
1942年 アカデミードラマ音楽賞:『Hold Back the Dawn』
1943年 アカデミードラマ音楽賞:『フライング・タイガー』、『賭博の女王』、『Take a Letter, Darling』
1944年 アカデミードラマ音楽賞:『誰が為に鐘は鳴る』
1946年 アカデミードラマ・コメディ音楽賞、アカデミー歌曲賞(Love Letters) ※作曲:『ラヴレター』
1949年 アカデミーミュージカル音楽賞:『皇帝円舞曲』
1950年 アカデミー歌曲賞(My Foolish Heart) ※作曲:『愚かなり我が心』
1951年 アカデミードラマ・コメディ音楽賞:『サムソンとデリラ』
1957年 アカデミー歌曲賞(Written on the Wind) ※作曲:『風と共に散る』

### ゴールデングローブ賞
受賞
1952年 作曲賞:『旅愁』
ノミネート
1953年 作曲賞:『静かなる男』

## 作曲した主な楽曲
- 星影のステラ - Stella by Starlight
- 恋に落ちた時 - When I Fall in Love
- ラヴ・レターズ - Love Letters
- ほのかな望みもなく - I Don't Stand a Ghost of a Chance with You
- アラウンド・ザ・ワールド - Around the World
- 愚かなり我が心 - My Foolish Heart

## 文献
- Young, Victor. Cinema Rhapsodies: The Musical Genius of Victor Young Ontario: (Hit Parade Records, 2006).